# Bingu wa Mutharika
Bingu wa Mutharika, född 24 februari 1934 i Thyolo, distriktet Thyolo, död 5 april 2012 i Lilongwe, var en malawisk ekonom och politiker som var Malawis president från 24 maj 2004 fram till sin död. Han tillträdde ämbetet efter ha vunnit ett omdiskuterat presidentval och omvaldes 2009.
President wa Mutharika valdes 2004 som kandidat för Förenade demokratiska fronten (UDF), handplockad av föregångaren Bakili Muluzi. Han sågs då som en lojal partiman som skulle fortsätta på Muluzis linje och låta denne behålla ett starkt inflytande över landets politik ur kulisserna, men bröt senare helt med Muluzi och ställde upp som representant för Demokratiska progressiva partiet (DPP) i presidentvalet 2009.
Mutharika var också Afrikanska unionens ordförande mellan 2010 och 2011.

## Biografi
Mutharika föddes som Ryson Webster Thom  i Thyolo, ungefär 30 kilometer från Blantyre, Malawi, men bytte namn till Bingu Mutharika under 1960-talet, påverkad av panafrikanism. Prefixet wa lade han senare till för att undkomma Malawis dåvarande president Hastings Bandas säkerhetstjänst. Hans far var lärare.
Mutharika studerade i Zambia, Indien och USA, och innehar doktorstitel i ekonomi. Han inledde 1964 en karriär som statstjänsteman i den nyligen självständiga statens administration, men flydde snart landet för att inte sammankopplas med en grupp ministrar som opponerade sig mot Hastings Banda. En karriär inom internationella organisationer, såsom Världsbanken, UNECA och Comesa, följde.
I början av 1990-talet medgrundade han det liberala partiet Förenade demokratiska fronten (UDF), som senare kom att vara regeringsparti under en tioårsperiod efter att fria val införts i landet. Mutharika ställde själv upp i presidentvalet 1999 men kom först på femte plats. Då UDF:s partiledare, och Malawis dåvarande president, Bakili Muluzi misslyckats med att kunna ställa upp som presidentkandidat en tredje gång, blev Mutharika partiets kandidat inför valet 2004. Han vann valet men lämnade året efter UDF och grundade sitt eget parti, Demokratiska progressiva partiet (DPP). UDF drev senare på försöken att riksrättsåtala den förre partimedlemmen. Mutharika skulle dels ha använt statliga pengar för att grunda sitt parti och dels ha handlat i strid med grundlagen, anklagelser som tillbakavisades av Mutharika som politiskt grundade.
I 2009 års presidentval fick han 2,7 miljoner röster, mer än dubbelt så många som den näst populäraste kandidaten John Tembo, som stöddes av bland andra Bakili Muluzi. Hans parti DPP blev det största med 59 av 193 platser i parlamentet. Oppositionen och utländska observatörer hävdade dock att regeringssidan åtnjöt oproportioneligt stor uppmärksamhet i landets media, inklusive i den statsägda median.
Malawis statsskuld minskade under Mutharikas tid som president och landets årliga tillväxt var cirka sju procent i mitten av 00-talet.

## Privatliv
Mutharika var gift med Ethel, som avled 2007, och har fyra vuxna barn. Han gifte 2010 om sig med Callista Chimombo, Malawis förre turismminister.
Mutharika avled till följd av en hjärtattack den 5 april 2012.

### Fotnoter
1. ↑  ”Profile: Bingu wa Mutharika”. BBC News. 10 augusti 2007. http://news.bbc.co.uk/2/hi/africa/3740547.stm. Läst 26 april 2010.
2. ↑  ”Q&A: Malawi's troubled poll”. BBC. 16 maj 2004. http://news.bbc.co.uk/2/hi/africa/3745927.stm. Läst 7 juli 2009. (engelska)
3. 1 2  ”Tillväxtraketen Malawi röstar”. e24.se. 19 maj 2009. http://www.e24.se/makro/varlden/artikel_1328013.e24. Läst 7 juli 2009.
4. 1 2  ”Malawi president wins re-election”. BBC. 22 maj 2009. http://news.bbc.co.uk/2/hi/africa/8062740.stm. Läst 7 juli 2009. (engelska)
5. ↑  "Bingu wa Mutharike: Leading man". BBC. 22 maj 2009. Läst 7 juli 2009. (engelska)
6. ↑  Richard Chirombo (18 april 2010). ”Malawi: President weds ex-minister”. AfricaNews.com. Arkiverad från originalet den 24 juli 2010. https://web.archive.org/web/20100724062437/http://www.africanews.com/site/Malawi_President_weds_exminister/list_messages/31413. Läst 21 april 2010.
7. ↑  ”Malawi President Mutharika dead: government sources”. Reuters. 6 april 2012. Arkiverad från originalet den 6 april 2012. https://web.archive.org/web/20120406140142/http://www.reuters.com/article/2012/04/06/us-malawi-president-idUSBRE83504E20120406. Läst 6 april 2012.
8. ↑  ”Malawi President Bingu wa Mutharika dies”. Nyasa Times. 5 april 2012. Arkiverad från originalet den 7 april 2012. https://web.archive.org/web/20120407005635/http://www.nyasatimes.com/malawi/2012/04/05/malawi-president-bingu-wa-mutharika-dies-exclusive/. Läst 5 april 2012.

### Webbkällor
- Tenthani, Raphael (10 augusti 2007). ”Profile: Bingu wa Mutharika”. BBC. http://news.bbc.co.uk/2/hi/africa/3740547.stm. Läst 7 juli 2009. (engelska)